# غلاديس شيلي
غلاديس شيلي (بالإنجليزية: Gladys Shelley)‏ هي ملحنة أمريكية، ولدت في 15 ديسمبر 1911 في لورانس في الولايات المتحدة، وتوفيت في 9 ديسمبر 2003 في مانهاتن في الولايات المتحدة.

## وصلات خارجية
- غلاديس شيلي على موقع ميوزك برينز (الإنجليزية)
- غلاديس شيلي على موقع قاعدة بيانات برودواي على الإنترنت (الإنجليزية)
- غلاديس شيلي على موقع ديسكوغز (الإنجليزية)